# Rivière Iskaskunikaw
La rivière Iskaskunikaw est un affluent de la rivière Pauschikushish Ewiwach, à Eeyou Istchee Baie-James, dans la région administrative du Nord-du-Québec, dans la province canadienne de Québec, au Canada.
 
Le bassin versant de la rivière Iskaskunikaw est desservi par la route du Nord venant de Matagami passant à 3,0 km au Sud de l’embouchure du lac de tête de la rivière Iskaskunikaw. La surface de la rivière est habituellement gelée du début novembre à la mi-mai, toutefois la circulation sécuritaire sur la glace se fait généralement de la mi-novembre à la mi-avril. 

## Géographie
Les principaux bassins versants voisins de la rivière Iskaskunikaw sont :
- côté Nord : lac Dana (Eeyou Istchee Baie-James), Lac Du Tast (Eeyou Istchee Baie-James) ;
- côté Est : rivière Pauschikushish Ewiwach, rivière Enistustikweyach, lac Evans, rivière Broadback ;
- côté Sud : rivière Muskiki, rivière Nottaway, lac Soscumica ;
- côté Ouest : rivière Kakaskutatakuch, ruisseau Takutachun Kakuskwapiminakuch, lac Dusaux, rivière Nottaway.

 
La rivière Iskaskunikaw prend sa source à l’embouchure du lac Iskaskunikau (altitude : 275 m) situé à :
- 22,2 km au Sud d’une baie de la rive Sud du lac Evans ;
- 6,7 km au Sud-Est de l’embouchure de la rivière Iskaskunikaw ;
- 26,2 km au Sud-Est de l’embouchure de la rivière Pauschikushish Ewiwach ;
- 45,3 km au Sud de l’embouchure du lac Dana (Eeyou Istchee Baie-James) ;
- 87,0 km au Nord du centre-ville de Matagami.

À partir de la confluence du ruisseau Kaochishewechuch, la « rivière Iskaskunikaw » coule sur 27,4 km selon les segments suivants :
- 12,0 km vers le Nord-Ouest en traversant des zones de marais, jusqu’à un ruisseau (venant du Sud) ;
- 11,9 km vers le Nord-Ouest, jusqu’à la rivière Kakaskutatakuch (venant du Sud-Ouest) ;
- 3,5 km vers le Nord, jusqu’à son embouchure[2].

La « rivière Iskaskunikaw » se déverse sur la rive Sud de la rivière Pauschikushish Ewiwach. De là, le courant coule vers le Nord-Ouest, puis vers le Nord-Est, et va se déverser sur la rive Sud du lac Dana (Eeyou Istchee Baie-James) lequel déverse dans une baie à l’Ouest du lac Evans.
L’embouchure de la rivière Iskaskunikaw est située à :
- 16,7 km au Sud-Ouest de l’embouchure de la rivière Pauschikushish Ewiwach ;
- 41,4 km de l’embouchure du lac Dana (Eeyou Istchee Baie-James) ;
- 63,8 km au Sud-Ouest de l’embouchure du lac Evans
- 28,0 km au Nord du lac Soscumica ;
- 133,1 km au Sud-Est de l’embouchure de la rivière Broadback ;
- 93,3 km au Nord du centre-ville de Matagami.

## Toponymie
D’origine crie, le toponyme « rivière Iskaskunikaw » signifie : « la rivière qui entoure une cache en bois ».
Le toponyme « rivière Iskaskunikaw » a été officialisé le 5 octobre 1982 à la Commission de toponymie du Québec.